# Lockheed C-130 Hercules
O Lockheed C-130 Hercules é um avião militar quadrimotor, turboélice, de asa alta, cuja função principal é a de transporte aéreo, com grande utilização em forças armadas de todo o mundo. Capaz de pousar ou decolar em pistas pequenas ou improvisadas, foi concebido para o transporte de tropas e cargas.
Atualmente desempenham uma larga gama de papéis, incluindo lançamento de pára-quedistas, reconhecimento climático, reabastecimento aéreo, combate aéreo a incêndios e evacuação médica.
Existem mais de quarenta modelos do Hercules em utilização em mais de cinquenta nações. Passadas seis décadas de serviço, a família C-130 estabeleceu um sólido recorde de confiabilidade e durabilidade, participando em missões militares, civis e de ajuda humanitária.
É do Hercules o recorde de mais longo ciclo de produção de aviões militares. O primeiro protótipo, o YC-130, voou a 23 de agosto de 1954, decolando nas instalações da Lockheed, em Burbank, na Califórnia. A aeronave com número de série 53-3397 foi pilotada por Stanley Beltz e Roy Wimmer. Uma vez montado o segundo protótipo, a produção foi trasladada para Marietta, Geórgia, onde foram construídos mais de duas mil aeronaves.

## História
Em 1951, após a primeira crise com a URSS, os Estados Unidos decidiram modernizar a frota de transporte, constituída essencialmente pelos C-47 Skytrain e C-119 Flying Boxcar, que participaram na Segunda Guerra Mundial. Assim, a USAF iniciou uma demanda por aviões de assalto que pudessem decolar e aterrar em pistas rudimentares.
Em 1952, a USAF aceitou o projecto YC-130A da Lockheed e encomendou dois aparelhos. Em 9 de dezembro, o C-130A entrou em serviço.

## Variações do C-130
- YF-130: Os dois protótipos, com motores T56-A-1 de 3 250 cv e radar APS-42;
- C-130A: Versão da série inicial (216 exemplares) com 4x T56A-1A ou T56-A-9 de 3 750 cv e radar APN-59;
- C-130D: Melhoramento do C-130A adaptado para efectuar ligações entre bases no Ártico, com esquis de 6,22 m (12 exemplares);
- C-130B: Segunda versão e série (230 exemplares) com 4x T56-A-7 de 4 50 cv. 470 km de alcance ou mais graças a um depósito suplementar;
- C-130E: Adaptação do C-130B com dois reservatórios externos e reforço da fuselagem;
- C-130H: Terceira versão de série equipada com T56-A-15 de 4 910 cv
- C-130H-30: Modelo para exportação, alongado de 4,57 m
- C-130K ou C Mk 1: Versão destinada à Royal Navy (Marinha Britânica) (100 exemplares);
- C-130J: Versão modernizada.

Posteriormente surgiram novas versões derivadas do C-130, como o AC-130, o KC-130 (reabastecimento em voo) e MC-130 (tropas especiais norte-americanas), WC-130 (de reconhecimento meteorológico) e muitos outros. Para missões civis, destaca-se o L-100 e a aplicação do C-130 ao combate de incêndios.

## Emprego na Força Aérea Portuguesa

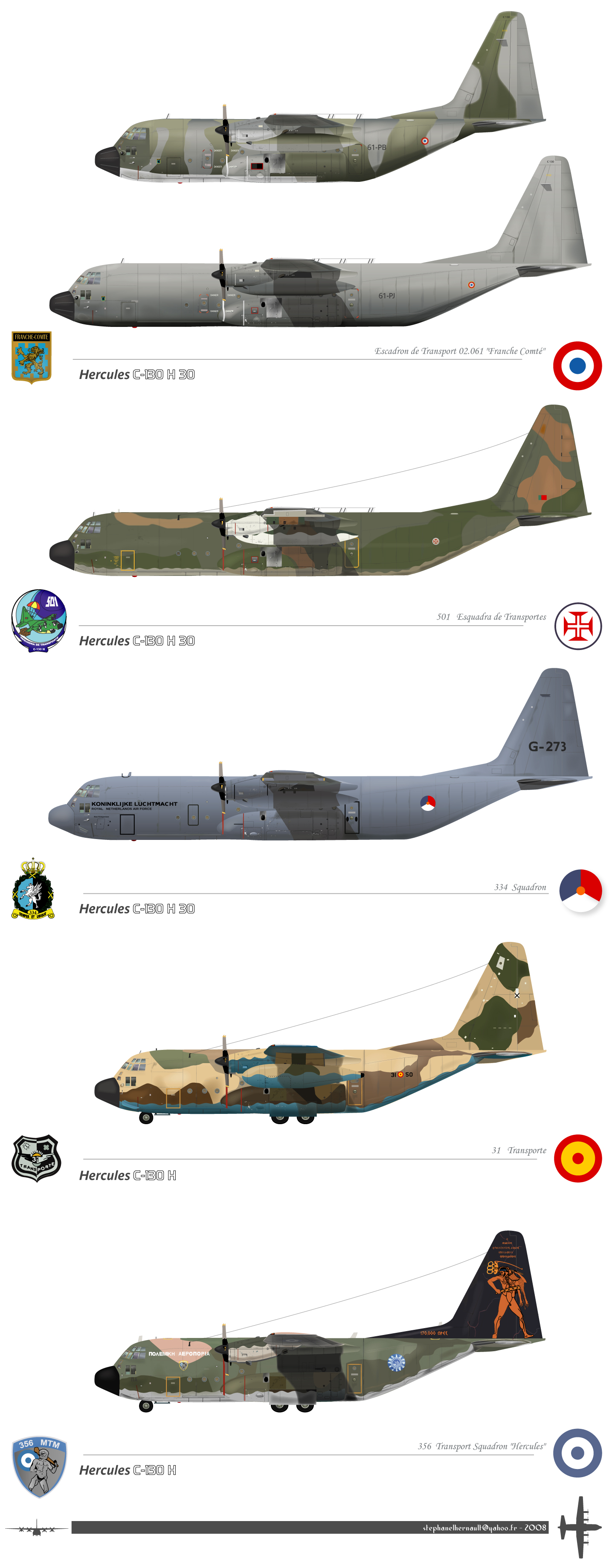
Modelos de C-130 de Forças Aéreas de países europeus

Foram adquiridos seis aviões que entraram ao serviço em 15 de setembro de 1977.
Estão colocados na Esquadra 501, "Bisontes" da Base Aérea Nº 6, que se constitui numa unidade de transporte aéreo táctico executando, também, missões de busca e salvamento.
Em 11 de Julho de 2016, um C-130 da Esquadra 501 "Bisontes" (Onde Necessário, Quando Necessário) sofreu um incêndio quando de uma saída de pista ocorrida, durante uma missão de treino de tripulações designada por "Toca e Anda", onde o avião se faz à pista, aterra e sem parar o seu movimento, descola novamente. Deste acidente resultaram três fatalidades, todos militares da Força Aérea Portuguesa.

## Emprego na Força Aérea Brasileira

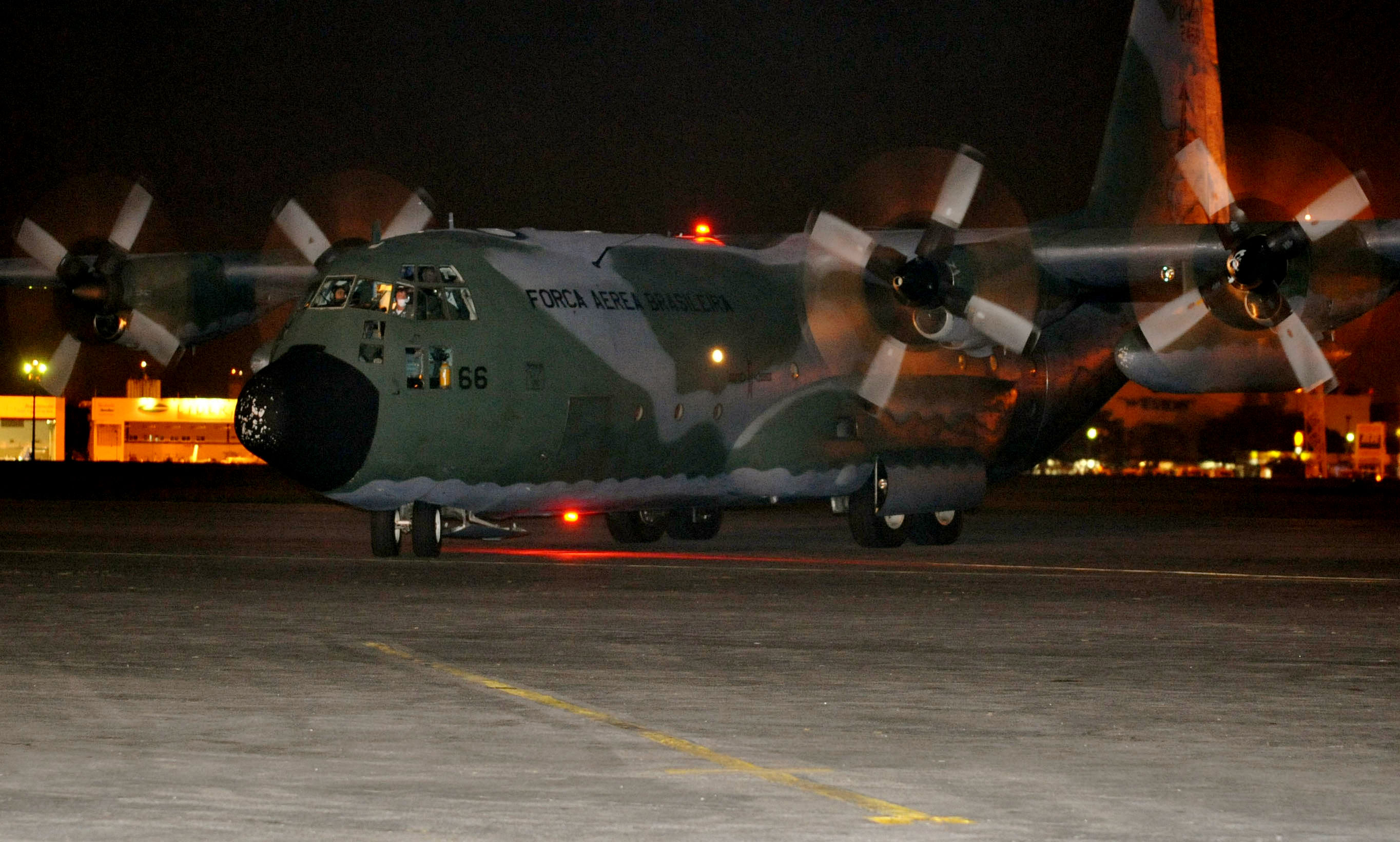
O avião Hércules C-130 da Força Aérea Brasileira (FAB) pousa na Base Aérea de Natal, trazendo a bordo os corpos das 16 primeiras vítimas do voo Air France 447. Foto: Valter Campanato/ABr.

A Força Aérea Brasileira recebeu seus primeiros três C-130E em 1964. Outras cinco aeronaves se juntaram a frota até 1968. Estas aeronaves equiparam o 1º/1º Grupo de Transporte. Em 1969, foram recebidos três SC-130 para busca e salvamento (SAR) para equipar o 1º/6º Grupo de Aviação e, a partir de 1988, para o 1º/1º Grupo de Transporte.
Em 1975 e 1976, foram recebidos três C-130H e dois KC-130H (versão de reabastecimento em voo). Essas aeronaves foram entregues ao 2º/1º Grupo de Transporte de Tropa e hoje são operadas pelo 1º/1º Grupo de Transporte.
Em 1987 foram adquiridos outros três C-130H. Finalmente em 2001, foram compradas 10 aeronaves C-130H da Itália. Estas últimas passaram por um amplo processo de modernização, estão recebendo cockpit digital e um sistema de autodefesa com chaffs e flares. Isto permitirá o emprego operacional destas aeronaves inclusive em zonas de combate, bem próximo a linha de frente ou com ameaça aérea inimiga.
Em sua história, a FAB operou 29 aeronaves C-130. Destas, estão operacionais 23. São missões do C-130 na FAB o transporte de carga, transporte de tropas, apoio ao programa antártico brasileiro, lançamento de pára-quedistas, reabastecimento em voo, combate à incêndio em voo com 12,8 mil litros de água e busca e salvamento. 
O Hercules foi aposentado pela FAB no final de 2023, após 60 anos de operação. Foi substituído por unidades do Embraer C-390 Millennium, mais rápido e moderno, com maior capacidade de carga.

### Ressuprindo Ferraz
Todos os anos, desde agosto de 1983, aeronaves C-130 são destacadas para suprir a Base Comandante Ferraz, na Antártica. São realizados ao todo dez vôos anuais. A aeronave realiza o pouso em uma pista congelada e de dimensões restritas na base chilena "Estação Eduardo Frei Montalva", o que representa um alto grau de dificuldade, requerendo treinamento específico e intenso das tripulações, devido às condições meteorológicas extremas que imperam na região. Após o pouso, material e pessoal são transportados para a Base Comandante Ferraz nos navios brasileiros.
Durante o inverno, período em que os navios de pesquisa brasileiros ficam impossibilitados de navegar nas águas congeladas da Antártida, e devido à distância da base chilena, o 1º/1º Grupo de Transporte realiza lançamento de fardos (ressuprimento aéreo) na Base Comandante Ferraz, pelo qual todo o material de que necessita a estação brasileira é lançado por meio de paraquedas, haja vista não existir uma pista na localidade por conta da geografia do local.

## Operadores

Países que operam o C-130 Hercules

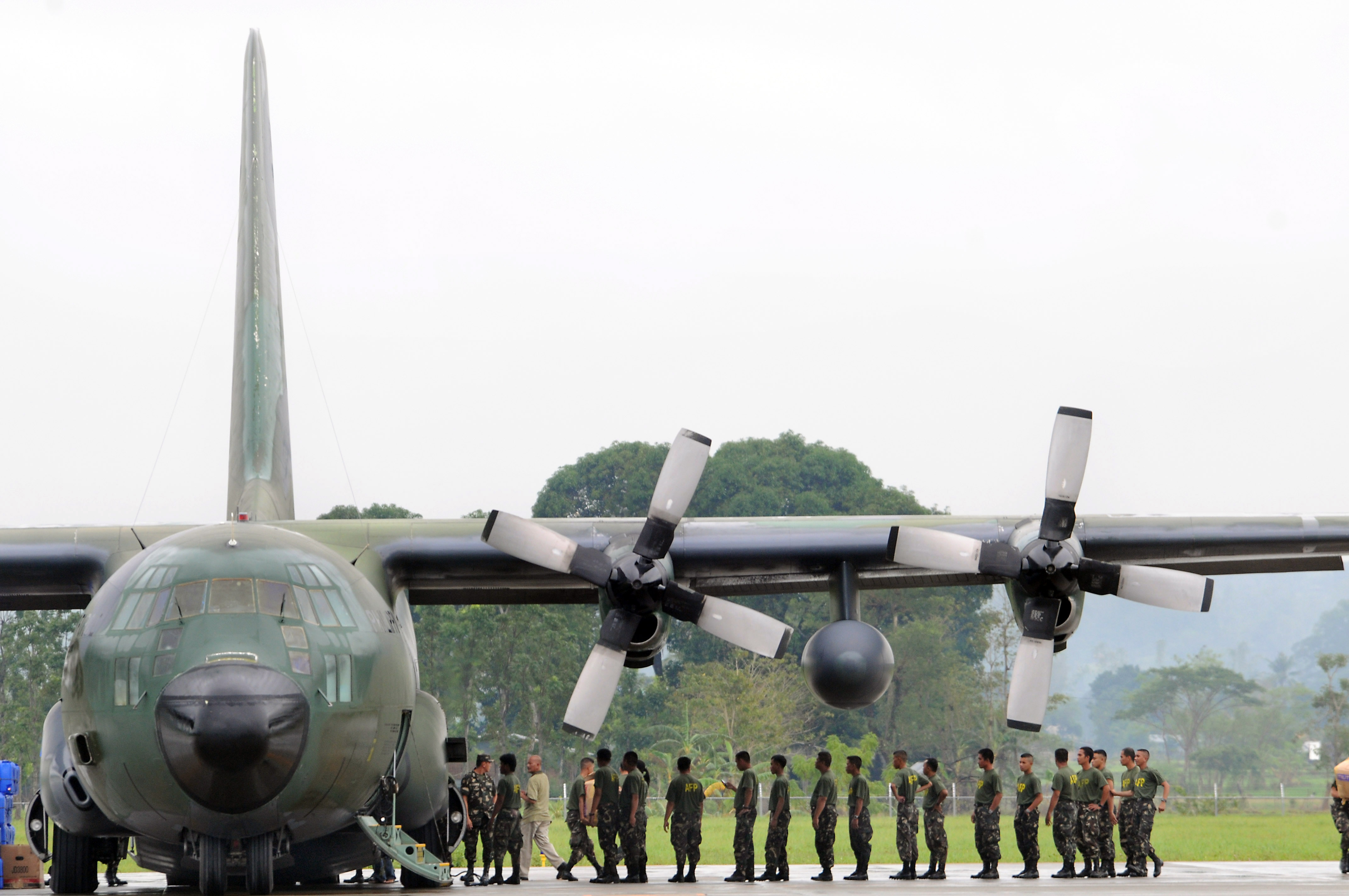
Força Aérea Filipina e empregados do Exército descarregam suprimentos de um C-130 para transferi-los para helicópteros americanos onde seriam entregues na Ilha Panay.

Primeiro avião-tanque da Força Aérea Brasileira (FAB) chegando ao Campo dos Afonsos, em 30 de outubro de 1975

| - Argélia - Argentina - Austrália - Áustria - Bangladesh - Bélgica - Bolívia - Botswana - Brasil - Camarões - Canadá - Chade - Chile - República da China (Taiwan) - Colômbia - Dinamarca - Equador - Egito - Eritreia - Etiópia - França - Gabão | - Grécia - Honduras - Indonésia - Irão - Iraque - Israel - Itália - Japão - Jordânia - Kuwait - Libéria - Líbia - Malásia - México - Marrocos - Países Baixos - Nova Zelândia - Níger - Nigéria - Noruega - Omã - Paquistão - Peru | - Filipinas - Polónia - Portugal - Roménia - Arábia Saudita - Singapura - África do Sul - Coreia do Sul - Espanha - Sri Lanka - Sudão - Suécia - Tailândia - Tunísia - Turquia - Emirados Árabes Unidos - Reino Unido - Estados Unidos - Uruguai - Venezuela - Vietname - Iêmen - Zâmbia |